# XXXVIII Festival del Huaso de Olmué
El XXXVIII Festival del Huaso de Olmué se realizó los días 19, 20 y 21 de enero de 2007 en el Parque El Patagual, ubicado en Olmué, Chile. Contó con la animación de Leo Caprile y fue emitido en directo por Chilevisión.

## Desarrollo

### Día 1 (Viernes 19)[1]
- Obertura
- Sin Bandera
- Congreso
- Che Copete (Humor)
- Canciones en Competencia
- Los Llaneros de la Frontera
- Los Ruiseñores de la Frontera
- Campeones Internacionales de Cueca
- La Sonora Palacios

### Día 2 (Sábado 20)[1]
- Obertura
- Los Nocheros
- Ruperto (Humor)
- Canciones en Competencia
- Daniel Muñoz y los 3x7 Veintiuna
- Grupo Hechizo

### Día 3 (Domingo 21)[1]
- Obertura
- Los Jaivas
- Campeones Nacionales de Cueca
- Las Capitalinas
- Manpoval (humor)
- Final Competencia Folclórica
- Premiación
- Chancho en Piedra

## Competencia
| Título                        | Intérprete(s)                    | Autor(a)                        | Lugar     |
| ----------------------------- | -------------------------------- | ------------------------------- | --------- |
| "Voy a cantare' una cueca"    | Grupo Tradiciones                | Katherine Raggio y Javier Pérez | Ganador   |
| "Mala hierba"                 | Claudio Hernández                | Nicolás Khalil Borbar           | 2.° Lugar |
| "Dime quién te amará como yo" | Andrian Salvador y Grupo Cantare | Adrián Castillo                 | 3.° Lugar |

### Jurado
- Cecilia Echeñique (Pdta. del jurado)
- Quique Neira
- Tito Fernández[2]
- Ítalo Passalacqua
- Elizabeth Morris
- Guillermo Rifo
- Marta González